# Willis环
威利斯环（circle of Willis，Willis' circle）又称大脑动脉环（cerebral arterial circle），是供应脑组织的动脉在脑底形成的环状结构。
威利斯环由大脑前动脉、颈内动脉、大脑后动脉及前、后交通动脉连接形成的“动脉环”，使颈内动脉系统与椎基底动脉系统间相交通。两侧大脑前动脉之间以前交通动脉相连，大脑中动脉与大脑后动脉之间以后交通动脉相连，连成不规则的七边形动脉环。
威利斯环是由英国医师托马斯·威利斯（Thomas Willis，1621–1675）命名。

## 解剖特征

### 组成
Willis环由下列动脉组成：
- 大脑前动脉（左，右）
- 前交通动脉
- 颈内动脉（左，右）
- 大脑后动脉（左，右）
- 后交通动脉（左，右）

此外，供应脑组织的基底动脉和大脑中动脉有时也被认为是Willis环的一部分。

### 生理意义
Willis环可以对供应脑组织的动脉进行血液调配，防止脑血液循环的过剩或不足。当组成Willis环的某一动脉或某一部分出现阻塞或者狭窄，可以通过调节其他血管的血流量弥补缺少的部分，保证脑的血流灌注，避免出现缺血的症状，维持脑的营养和机能活动。

### 解剖变异
Willis环存在大量的解剖变异情况。在一项对1413个大脑的解剖研究中，只有34.5%的对象拥有经典的Willis环解剖结构。大部分解剖变异有一个共同的特征：大脑后动脉近端部分狭窄，而其同侧后交通动脉增大，使得颈内动脉供应后脑组织。另外一个常见的解剖变异是前交通动脉变成一条大血管，而单一一条颈内动脉供应两条大脑前动脉。

### 组成血管的起源
左、右颈内动脉分别起自左、右颈总动脉。

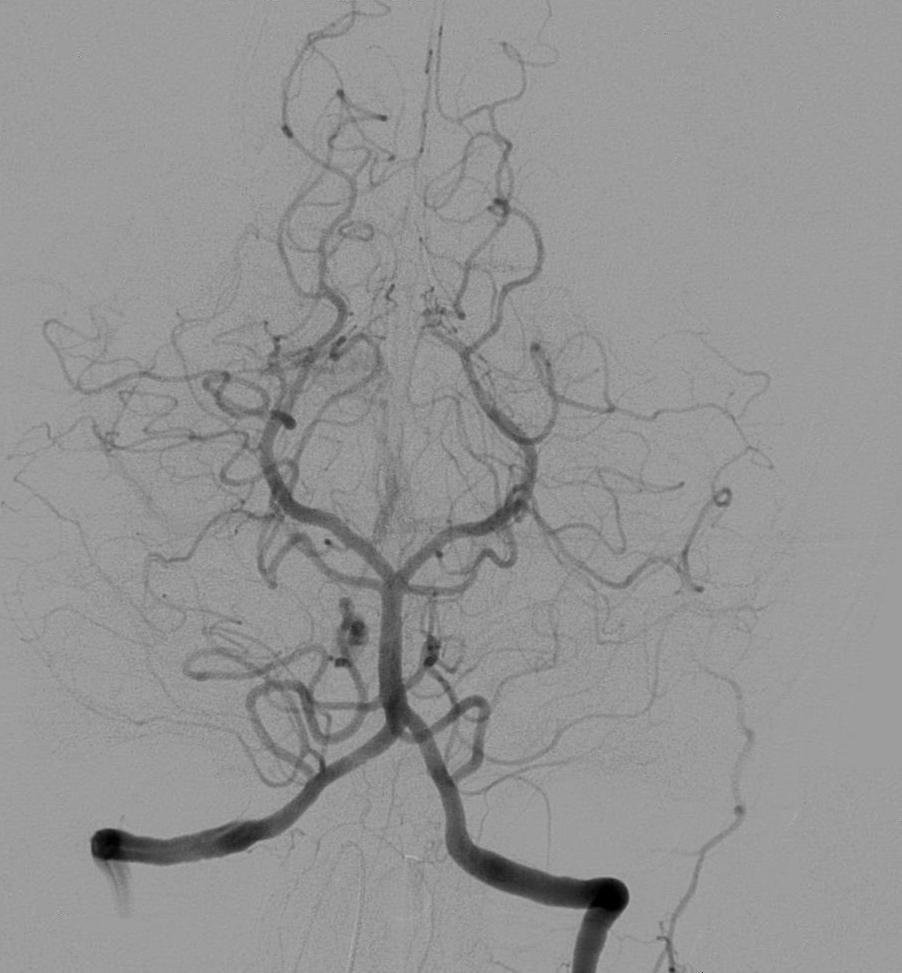
脑血管造影显示的椎基底动脉和后脑血液循环前/后供血情况，以及Willis环及其一条供应血管的后视图。

后交通动脉在颈内动脉分出终末支（即大脑前动脉和大脑中脑动脉）之前不远处分出。
左、右大脑后动脉起源自由左，右椎动脉组成的基底动脉。椎动脉又起源于锁骨下动脉。
前交通动脉连接左、右两条大脑前动脉。
所有动脉都和Willis环大脑皮质和中间分支有关。中间分支负责供应Willis环内部即脚间窝。皮质分支根据它们供应的部位命名，由于它们对Willis环没有直接影响，这里仅作简略介绍。

## 病理状态

### 锁骨下动脉盗血综合征
Willis环组成血管血液供应不足可以导致脑血流灌注减少。如锁骨下动脉盗血综合征的患者，锁骨下动脉或头臂干椎动脉起始处近端部分狭窄或闭塞，由于虹吸效应，可以“偷窃”Willis环的血液使其流向上肢，患者可以出现头昏、眼花、恶心、呕吐、昏厥等脑供血症状。